# Anaxo (Troizen)
Anaxo (altgriechisch Ἀναξώ Anaxṓ) ist eine Figur der griechischen Mythologie.
Sie ist eine Frau aus Troizen, die von Theseus entführt und vergewaltigt wurde. Plutarch berichtet davon in seiner Biographie des Theseus. Im anschließenden Vergleich der Leben des Theseus und des Romulus verurteilt Plutarch dieses Verhalten scharf. Zwar habe Romulus ebenfalls zahlreiche Frauen entführt, aber nicht wie Theseus aus niederen Motiven, sondern um den Frieden in der Region zu sichern. Theseus’ Verhalten sei dagegen nicht zu entschuldigen.